# SAT Reasoning Test
Pour les articles homonymes, voir SAT.

Ancien logo, utilisé de 2013 à 2017.

Le SAT Reasoning Test est un examen standardisé sur une base nationale et utilisé pour l'admission aux universités des États-Unis. Tandis que l'administration du SAT est confiée au College Board, l'examen qui a la forme d'un questionnaire à choix multiples est conçu, publié et corrigé par l'Educational Testing Service.
Quoique sa philosophie et sa nature soient radicalement différentes, il est parfois rapproché des examens ou certificats de maturité en Europe ou du baccalauréat en France, s'inscrivant comme ceux-ci entre la scolarité secondaire et les études supérieures.

## Prix
En 2012, le SAT doit être rempli en 3 heures et son droit d'inscription s'élève à 50 dollars (81 dollars à l'international en excluant les frais additionnels).

## Histoire
Après son introduction en 1901, sous le nom de « Scholastic Aptitude Test », son nom et son barème ont changé à plusieurs reprises (renommé en « Scholastic Assessment Test » en 1990). En 2005, il est renommé « SAT Reasoning Test » avec des barèmes maximum allant de 200 à 1 600 en combinant les résultats de trois sous-examens (mathématiques, lecture critique et écriture), ou en remplissant certaines sections particulières.
Le barème est revenu à un résultat maximal de 1 600 ; l'examen nouvelle formule a été utilisé pour la première fois en mars 2016.

## Lien avec le QI
Frey et Detterman (2003) ont exploré des résultats SAT en relation avec des résultats à des tests d'intelligence. En utilisant une estimation de l'aptitude mentale générale, g, tirée de la Armed Services Vocational Aptitude Battery, que l'on peut mieux voir comme représentant l'intelligence cristallisée (les aptitudes apprises), ils ont trouvé que les résultats SAT étaient fortement corrélés à g (r = 0,82 dans leur échantillon, 0,857 avec ajustement à la non-linéarité) dans leur échantillon issu d'une étude de probabilités nationale de 1979. De surcroît, ils ont examiné la corrélation entre les résultats SAT, en utilisant la forme révisée et recentrée du test, et les résultats aux matrices progressives avancées de Raven, un test d'intelligence fluide (le raisonnement), cette fois-ci en utilisant un échantillon non aléatoire. Ils ont trouvé une corrélation des résultats SAT aux matrices progressives avancées de Raven de 0,4831. Ils ont estimé que cette dernière corrélation eût été d'environ 0,72 sans la restriction de la plage de l'aptitude dans l'échantillon. Ils ont également remarqué qu'il semblait se produire un effet de plafond (en) pour les résultats de Raven qui ont pu atténuer la corrélation. Beaujean et des collègues (2006) sont arrivés à des conclusions similaires à celles de Frey et Detterman.
Bien qu'elle se soit atténuée avec le temps, cette corrélation était si élevée que plusieurs sociétés à QI élevé acceptent les scores SAT obtenus avant une certaine date pour l'admission ; par exemple Intertel accepte les scores atteignant ou dépassant 1300 et obtenus avant le 1er février 1994 pour admettre des candidats, tandis que l'ISPE accepte des scores minimaux de 1450 ou de 1520 selon qu'ils ont été obtenus avant 1995 ou entre 1995 et 2005,.